# Artemisia tridentata
Полин тризубий або чорний, полин великий (Artemisia tridentata) — вид рослин роду полин (Artemisia).

## Будова

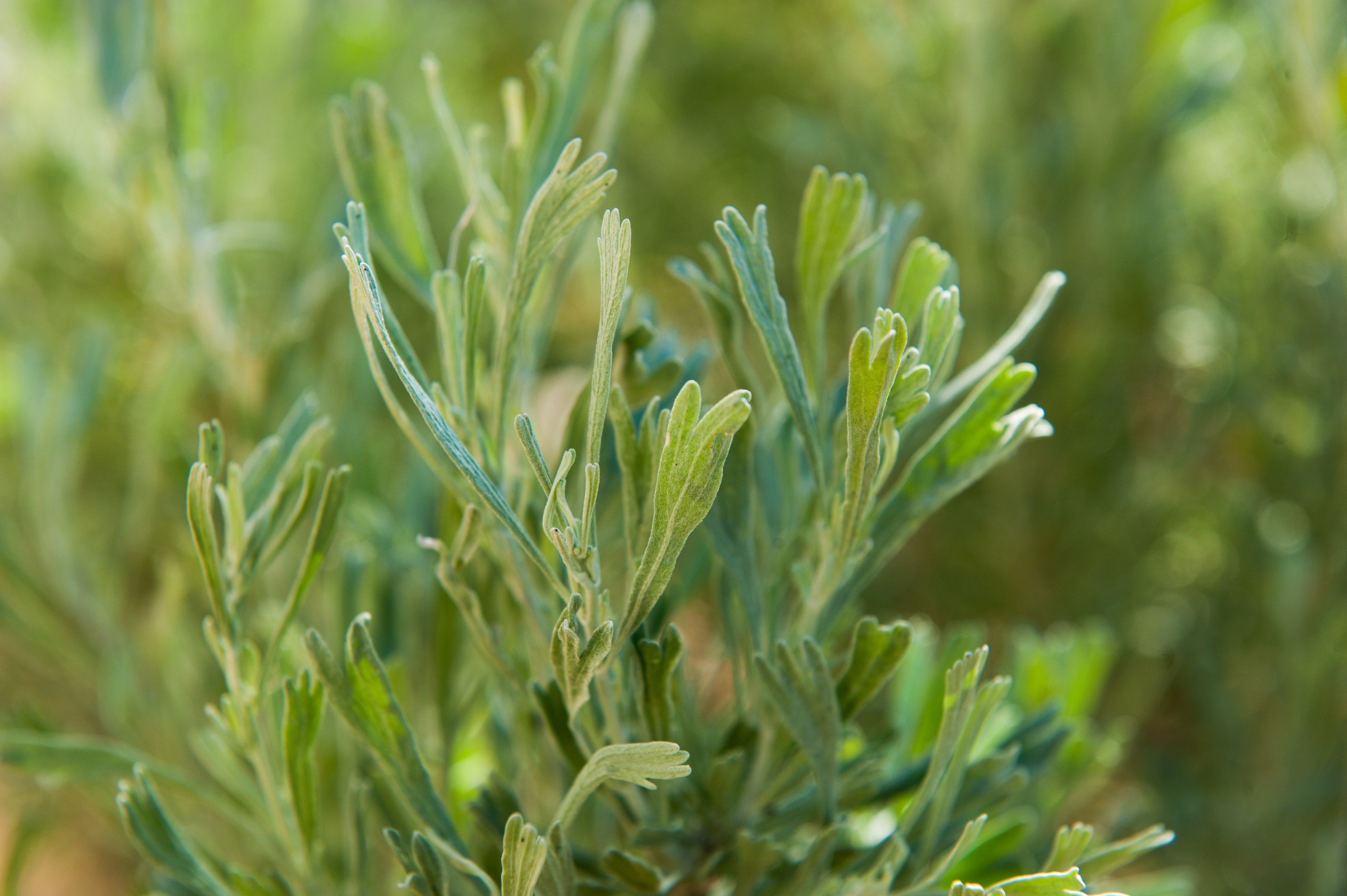
Тризубчасті листи полина великого

Вічнозелений великий кущ неправильної хаотичної форми. Листя сіро-зелені клиноподібні злегка заокруглені, направлені ширшим кінцем назовні. На кінчику розділяється на три частини, за що отримав наукову назву тризубчастий (tridentata). Довжина листків утричі перевищує ширину.
Має чотири підвиди, що різняться за будовою та територією зростання.
- Великий полин басейновий (від назви Великий Басейн) (A. tridentata subsp. tridentata) — найбільший підвид
- Великий полин гірський (A. tridentata subsp. vaseyana)
- Вайомінгський великий полин (A. tridentata subsp. wyomingensis)
- Великий полин парафіяльний (A. tridentata subsp. parishii)

Усі підвиди мають специфічний запах через наявність у тканинах рослини монотерпеноїдів. У гірського підвиду велика концентрація камфори і цинеола, що робить його запах солодким.

## Поширення та середовище існування
Полин тризубчастий — один із найпоширеніших видів серед полинів. Росте на заході США в степах. За підрахунками Шульц він займає найбільшу територію та має найбільшу біомасу між полинами.

## Цікаві факти
- Полин тризубчастий є квіткою-символом штату Невада.[4]